# Centre d'initiatives pour valoriser l'agriculture et le milieu rural
Les Centres d'initiatives pour valoriser l'agriculture et le milieu rural (CIVAM) sont des groupements agricoles et ruraux organisés en réseau et fédérés par la Fédération nationale des CIVAM (FNCIVAM).

## Historique
Le mouvement naît dans les années 1950 d’une double volonté : celle de l’Association nationale des maîtres agricoles et maîtresses ménagères (ANMA) et de la Ligue de l'enseignement. Des centres d'informations agricoles et ménagères (CIAM) sont mis en place. Après l'adoption d'un décret en 1959 structurant la vulgarisation agricole, les CIAM se transforment en Centres d'information et de vulgarisation agricole et ménagers (CIVAM) qui associent les agriculteurs et les instituteurs dans la démarche de développement agricole. Ces centres se séparent de la ligue de l'enseignement pour pouvoir bénéficier des dispositions liées à la vulgarisation agricole et se regroupent, en 1961, au sein d'une fédération nationale (FNCIVAM). La FNCIVAM est agréée en 1962, au titre de la promotion sociale collective pour la formation des responsables agricoles.
Le mouvement connait un démarrage rapide dans les années 1960, mais ce courant de formation laïque reste marginal alors que les actions de développement agricole sont surtout le fait des organisations telles que la Jeunesse agricole catholique (JAC), la FNSEA, le CNJA par exemple. Après l'arrivée des socialistes au pouvoir en 1981, les choses commencent à changer pour les CIVAM. Les pouvoirs publics leur accordent des crédits et mettent à disposition des animateurs.
En 1984, les mots agricoles et ménagers sont remplacés dans l'intitulé des CIVAM, par les mots, milieu rural. Le rôle des instituteurs disparaît alors.
Au début des années 1990, les CIVAM changent à nouveau de nom, en gardant le même sigle, pour devenir les Centres d'initiatives pour valoriser l'agriculture et le milieu rural.
Des membres du CIVAM de la Drôme des collines créent l'évènement de Ferme en Ferme qui est une rencontre de paysans afin de valoriser leurs savoirs-faire et l'agriculture durable auprès du grand public. Il sera ensuite organisé à l'échelle départementale dans plusieurs territoires, coordonné par le réseau CIVAM national.
En 2016, la FNCIVAM fusionne avec l’Association de formation et d’information pour le milieu rural (AFIP) et le Réseau agriculture durable (RAD). Ces trois réseaux donnent naissance au Réseau CIVAM.

## Organisation et missions
En 2016, le réseau CIVAM compte 13 000 adhérents dont 11 000 agriculteurs. Le réseau est composé d'une équipe de 16 salariés.
Il mène des actions sur la durabilité des systèmes de production, sur la transition vers des systèmes plus autonomes et sur de nouvelles formes de solidarité alimentaire en France.